# 軟骨炎
軟骨炎（英語：Chondritis）是軟骨的炎症。
它有幾種形式，包括骨軟骨炎、肋軟骨炎、復發性多發性軟骨炎。肋軟骨炎特別之處是它的疼痛與心臟病發作的疼痛相似。